# BI-2101
Se denomina  BI-2524  a la carretera que une los municipios vizcaínos de Munguía y Baquio por el puerto de Emerando. En la práctica es un ramal hacia Baquio de la  BI-631 , que conecta Bilbao con Bermeo por Munguía. Comienza en ella a la altura del paraje conocido como Bidebieta, en la frontera entre Munguía y Meñaca, y finaliza en el centro urbano de Baquio, donde enlaza con la  BI-3101  (Bermeo-Baquio por Gaztelugache).

## Trazado
| Velocidad                  | Esquema | Carretera que enlaza             |
| -------------------------- | ------- | -------------------------------- |
|                            |         | Baquio BI-3101 Bermeo            |
|                            |         | BI-3152 Arminza                  |
| Puerto de Emerando (167 m) |         |                                  |
|                            |         | BI-3174 Emerando                 |
|                            |         | BI-631 Bilbao - Munguía - Bermeo |